# Kobresia prainii
Kobresia prainii är en halvgräsart som beskrevs av Georg Kükenthal. Kobresia prainii ingår i släktet sävstarrar, och familjen halvgräs. Inga underarter finns listade i Catalogue of Life.